# Діер-Парк (Вісконсин)
Діер-Парк (англ. Deer Park) — селище (англ. village) в США, в окрузі Сент-Круа штату Вісконсин. Населення — 249 осіб (2020).

## Географія
Діер-Парк розташований за координатами 45°11′19″ пн. ш. 92°23′19″ зх. д. / 45.18861° пн. ш. 92.38861° зх. д. (45.188540, -92.388687).  За даними Бюро перепису населення США в 2010 році селище мало площу 2,50 км², з яких 2,41 км² — суходіл та 0,09 км² — водойми.

## Демографія
Згідно з переписом 2010 року, у селищі мешкало 216 осіб у 100 домогосподарствах у складі 65 родин. Густота населення становила 86 осіб/км².  Було 113 помешкання (45/км²).
Расовий склад населення:
| - 97,7 % — білих - 1,4 % — азіатів - 0,5 % — чорних або афроамериканців |

До двох чи більше рас належало 0,0 %. Частка іспаномовних становила 1,4 % від усіх жителів.
За віковим діапазоном населення розподілялося таким чином: 19,4 % — особи молодші 18 років, 59,3 % — особи у віці 18—64 років, 21,3 % — особи у віці 65 років та старші. Медіана віку мешканця становила 43,3 року. На 100 осіб жіночої статі у селищі припадало 101,9 чоловіків;  на 100 жінок у віці від 18 років та старших — 100,0 чоловіків також старших 18 років.
Середній дохід на одне домашнє господарство  становив 44 420 доларів США (медіана — 45 417), а середній дохід на одну сім'ю — 56 078 доларів (медіана — 49 861). Медіана доходів становила 34 531 долар для чоловіків та 31 458 доларів для жінок. За межею бідності перебувало 6,0 % осіб, у тому числі 5,2 % дітей у віці до 18 років та 9,4 % осіб у віці 65 років та старших.
Цивільне працевлаштоване населення становило 117 осіб. Основні галузі зайнятості: виробництво — 28,2 %, роздрібна торгівля — 13,7 %, освіта, охорона здоров'я та соціальна допомога — 12,8 %.